# チームA「重力シンパシー」公演
『チームA「重力シンパシー」公演』（チームエーじゅうりょくシンパシーこうえん）は、AKB48チームAの劇場公演である。

## 概要
2022年5月11日より2023年10月16日までAKB48向井地チームAで行われていた劇場公演である。
本公演は、2012年に京楽産業.からリリースされた『CRぱちんこAKB48』の中で上演される「重力シンパシー公演」のために書き下ろされた楽曲を使用し、曲順やユニット編成をAKB48劇場で行う公演のために再構成したものである。

## 公演内容

### 曲目
本編
1. overture
（作曲・編曲：尾澤拓実、歌：TAZ）
2. 女神はどこで微笑む?
（作詞：秋元康、作曲：フジノタカフミ、編曲：野中“まさ”雄一）
3. ハートのベクトル
（作詞：秋元康、作曲：緒形真平、編曲：ハマサキユウジ）
4. 重力シンパシー
（作詞：秋元康、作曲・編曲：原田ナオ）
5. 水曜日のアリス
（作詞：秋元康、作曲：春行、編曲：野中“まさ”雄一）
6. そのままで
（作詞：秋元康、作曲・編曲：上田起士）
7. 君のc/w
（作詞：秋元康、作曲・編曲：重永亮介）
8. 思い出す度につらくなる
（作詞：秋元康、作曲：春行、編曲：野中“まさ”雄一）
9. お手上げララバイ
（作詞：秋元康、作曲：横健介、編曲：野中“まさ”雄一）
10. キンモクセイ
（作詞：秋元康、作曲：POSSIBILITY、編曲：島崎貴光）
11. 1994年の雷鳴
（作詞：秋元康、作曲：すみだしんや、編曲：山田高弘）
12. 涙に沈む太陽
（作詞：秋元康、作曲：石川烈、編曲：増田武史）
13. 素敵な三角関係
（作詞：秋元康、作曲：上杉洋史、編曲：生田真心）
14. デッサン
（作詞：秋元康、作曲・編曲：酒井康男）

アンコール
1. AKBフェスティバル
（作詞：秋元康、作曲：つじたかひろ、編曲：武藤星児）
2. キミが思ってるより…
（作詞：秋元康、作曲：田靡達也、編曲：野中“まさ”雄一）
3. 旅立ちのとき
（作詞：秋元康、作曲：YORI、編曲：野中“まさ”雄一）

## AKB48 向井地チームA「重力シンパシー」公演
新型コロナウィルス感染症の流行で出演メンバー数を8人に制限した公演としてスタートした。
公演期間
2022年5月11日 - 2023年10月16日
出演メンバー（初日）
大竹ひとみ・込山榛香・千葉恵里・中西智代梨・福岡聖菜・本田仁美・向井地美音・武藤小麟

ユニット曲担当（初日）
- 水曜日のアリス
  - 込山・千葉・福岡・向井地

- そのままで
  - 大竹・中西・本田

- 君のc/w
  - 込山・千葉・武藤

- 思い出す度につらくなる
  - 大竹・福岡

- お手上げララバイ
  - 本田

- キンモクセイ
  - 中西・向井地・武藤